# スタッフ
スタッフ（英語: staff）は、組織形態の一種。
表に出る仕事（興行など）を、裏で支える様々な部門を担当している関係者（裏方）、および、そのチームを指して言う英語であり、英語に由来する世界的共通単語である。
各分野でその役割は異なっており、その分野に適した技能を持つ専門の人もいる。
映画、演劇、商業用アニメーション、コンピュータゲームなどの作品づくりに関わるスタッフは、出演者以外の制作に携わった関係者全員 （カメラマンや照明担当、メイク担当など） を指す。映画における主体は出演者と考えられる。そのため、監督やプロデューサーなども裏方であり、スタッフに含まれる。また、そのスタッフの氏名が、ほとんどの作品においてクレジットタイトル（スタッフロール）として表される。
個人制作のYouTube動画等では出演者と考えられない。
なお、企業の売上・営業収益には直接関与しないものの、会計や法務などの専門的見地から業務部門に助言する役割を果たす、経営学・組織論で言われる「スタッフ」については別項「ラインアンドスタッフ」を参照のこと。

## 日本語における用法
日本語においては、外来語で聞こえが良いため、小売店や飲食店で接客にあたる労働者をスタッフ、ストアスタッフ、"ホールスタッフ"としたり、製造現場で単純作業に従事する労働者、いわゆる工員をファクトリースタッフと呼び変えることもある。
改正男女雇用機会均等法の施行で、性別を表す職種名 （営業マンなど）の求人募集ができなくなったため、営業スタッフに言い換えられることも多い。
一般企業においては外部採用の派遣従業員をスタッフと呼び、自社採用のアルバイト従業員をバイトと呼んで区別する場合も見受けられる。本来、英語の staff (cf.staff 3) は企業の被用者すべての集合を指すが、正規従業員の社員が非正規従業員の派遣従業員を捉まえて「スタッフさん」と呼ぶ場合もある。
日本企業の海外現地法人ではホワイトカラー系の従業員をスタッフ、ブルーカラー系の従業員をワーカーと呼び分ける慣行がある。

## 各分野のスタッフ

### テレビ番組
- チーフプロデューサー（CP）
- プロデューサー
- アシスタントプロデューサー（AP）
- チーフディレクター（演出）
- フロアディレクター（FD）
- 番組宣伝（広報）
- ウェブサイト
- スチル
- 車輌
- 企画
- 編成
- スケジュール
- 演出補佐
- 制作担当
- 制作主任
- 記録（TK）
- ディレクター
- アシスタントディレクター（AD）
- 技術（テクニカルディレクター）（TD）
- 撮影（カメラマン）（CAM）
- 照明（ライティングディレクター）（LD）
- ライティングオペレーター（LO）
- 音声（ミキサー）（AUD・MIX）
- スイッチャー（SW）
- MA（整音）
- 映像（VE）
- VTR（録画）
- 美術（美術プロデューサー・美術制作、美術デザイナー、美術進行）
- 大道具
- 小道具（一部のドラマのクレジットは「装飾」と表記）
- 持道具
- 衣裳
- 造園
- アクリル装飾
- 電飾
- 生花
- スタイリスト
- 特殊効果
- ヘアメイク
- 編集（オフライン）
- ライン編集（EED）
- 選曲
- 音響効果（SE）

### 映画
- 映画監督
- 映画プロデューサー
- 脚本家
- カメラマン
- 照明技師
- 録音技師

### 舞台・コンサート
- 制作
- 脚本
- 演出
- 舞台監督
- 舞台美術
- 音楽
- PA （音響）
  - 舞台音響
- 照明
- 電源
- ローディー （楽器）
- 衣裳
- 小道具 （持道具）
- 床山
- 特殊効果
- メイク

### 漫画
- 編集者
- アシスタント

詳細は「漫画」など別項を参照。

### アニメ
- 声優
- 監督・演出家
- アニメーター
- 美術
- 制作進行

詳細は別項「アニメ#関連項目」を参照。